# 1264

## Esdeveniments
Països Catalans
- 6 de novembre - regne sarraí de Múrcia: el rei Jaume I en comença la conquesta.[1]

Món
- Urbà IV crea la festivitat de Corpus Christi.[2]
- Khublai Khan estableix la capital del seu imperi a Pequín.[3]

## Naixements
Països Catalans
Món
- 26 de maig - Japó: Príncep Koreyasu, dotzè shogun.[4]

## Necrològiques
Països Catalans
Món
- Gonzalo de Berceo.[5]